# أتاشهير
أتاشهير (بالتركية: Ataşehir)‏ هي مديرية، في تركيا، تقع في إسطنبول، وإسطنبول، بلغ عدد سكانها 408,986  نسمة وذلك حسب إحصائيات سنة 2014، تبلغ مساحتها 25.84 كيلومتر مربع، رمزها البريدي هو 347-8xx.

## معرض صور

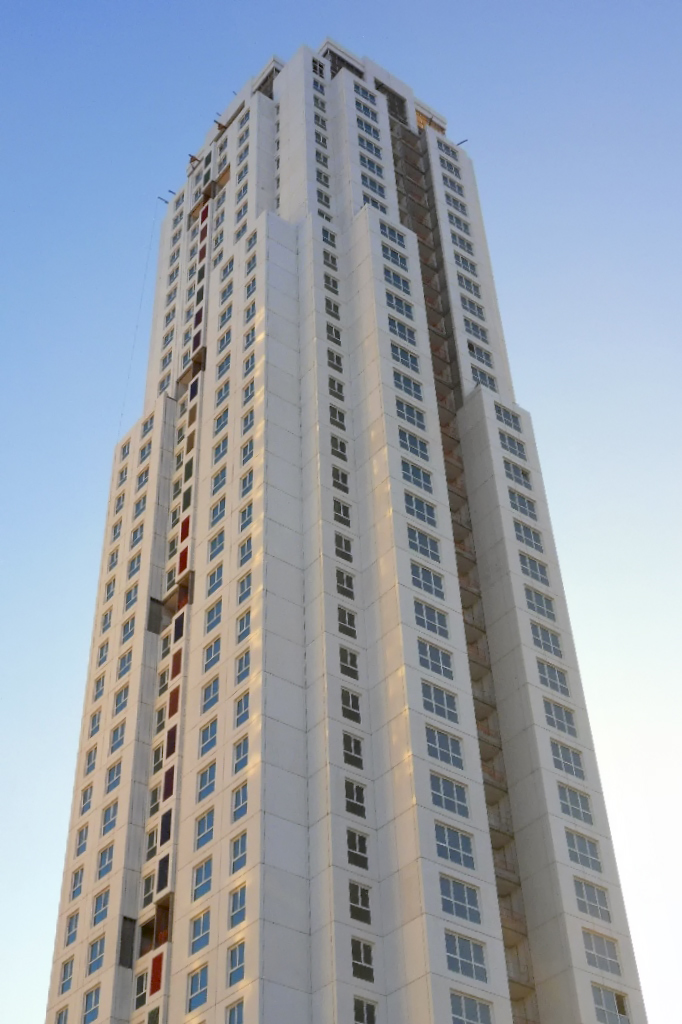
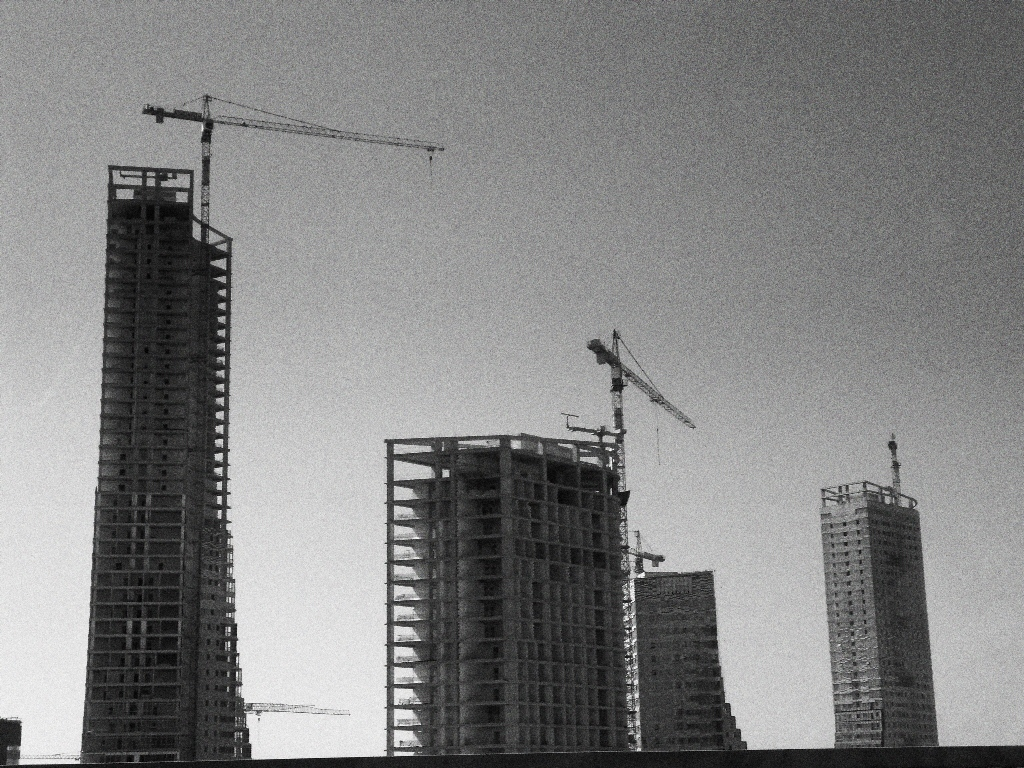
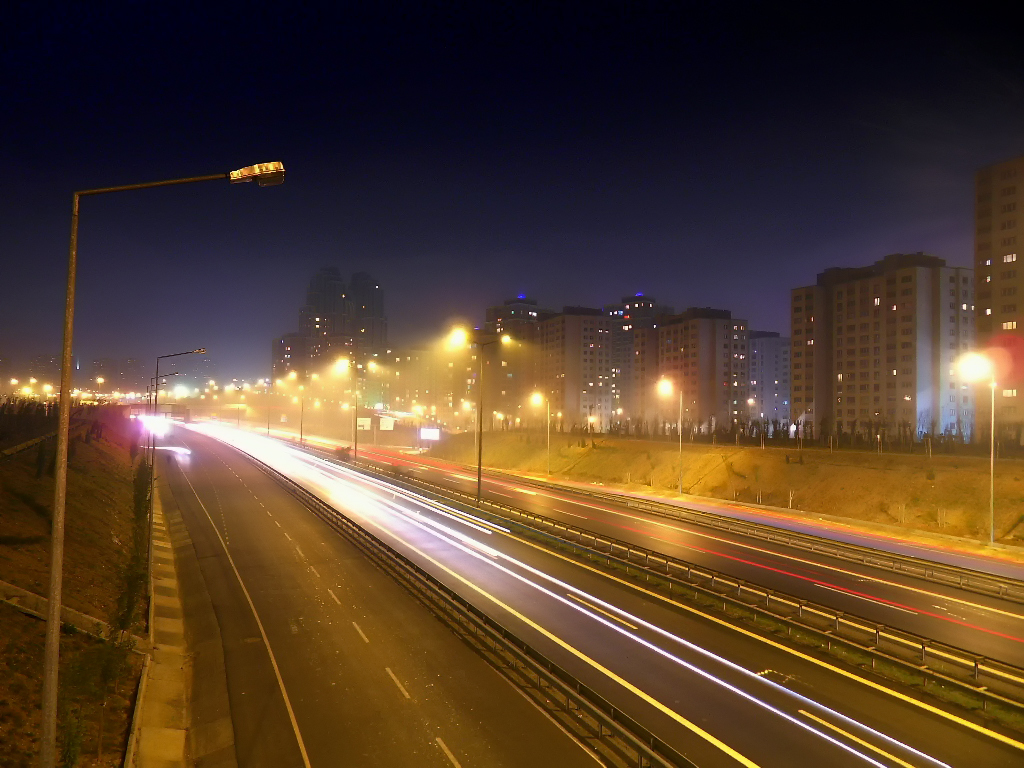
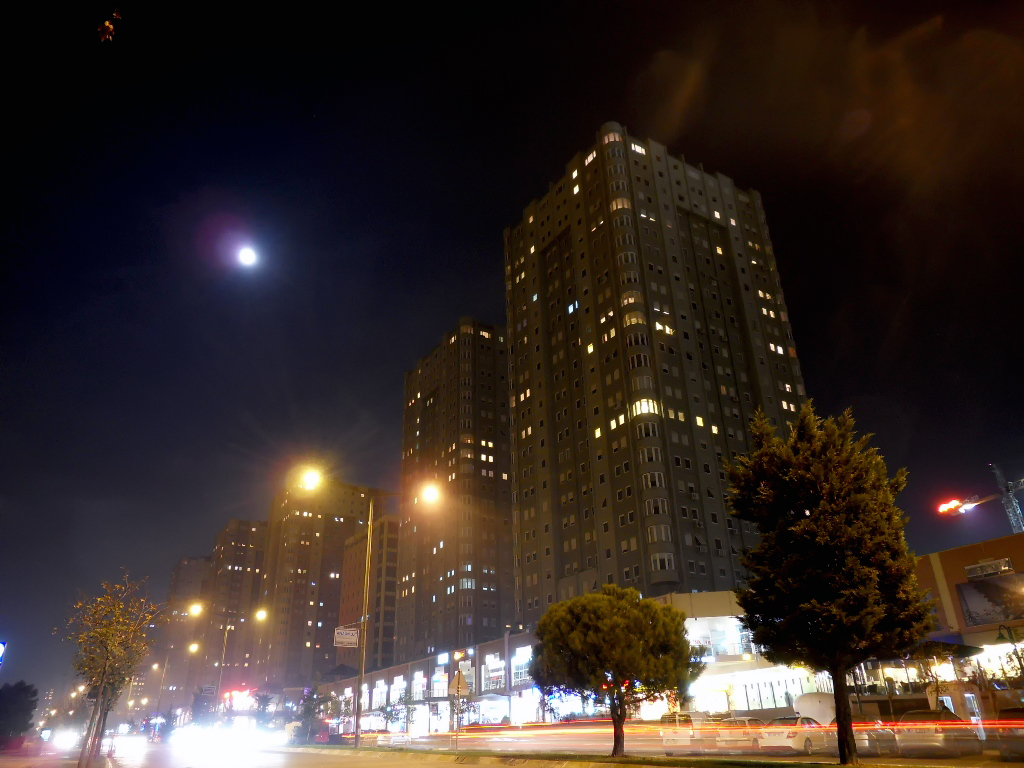